# Satoshi Iwabuchi
| Estadísticas de Satoshi Iwabuchi | Estadísticas de Satoshi Iwabuchi |
| -------------------------------- | -------------------------------- |
| Origen:                          | Kanagawa, Japón                  |
| Fecha de nacimiento:             | 7 de octubre de 1975             |
| Altura:                          | 1.75 m                           |
| Peso:                            | 73 kg                            |
| Juego:                           | Zurdo                            |
| Retiro:                          | -                                |
| Mejor Ranking ATP en Dobles:     | 125.º                            |

Satoshi Iwabuchi es un jugador profesional de tenis nacido el 7 de octubre de 1975 en Kanagawa, Japón.

## Títulos (1;0+1)

### Individuales (0)
| Leyenda                |
| Grand Slam (0)         |
| Tennis Masters Cup (0) |
| ATP Masters Series (0) |
| ATP Tour (0)           |

### Dobles (1)
| Leyenda                |
| Grand Slam (0)         |
| Tennis Masters Cup (0) |
| ATP Masters Series (0) |
| ATP Tour (1)           |

| N.º | Fecha                | Torneo | Superficie | Pareja       | Oponentes en la final    | Resultado      |
| --- | -------------------- | ------ | ---------- | ------------ | ------------------------ | -------------- |
| 1.  | 3 de octubre de 2005 | Tokio  | Dura       | Takao Suzuki | Simon Aspelin Todd Perry | 5-4(3) 5-4(13) |